# 1708 Pólit
1708 Polit là một tiểu hành tinh vành đai chính với chu kỳ quỹ đạo là 1819.5038072 ngày (4.98 năm).
Nó được phát hiện ngày 30 tháng 11 năm 1929.